# Бретињол на Мору
Бретињол на Мору (фр. Bretignolles-sur-Mer) насеље је и општина у западној Француској у региону Лоара, у департману Вандеја која припада префектури Сабл д'Олон.
По подацима из 2011. године у општини је живело 4174 становника, а густина насељености је износила 152,78 становника/km². Општина се простире на површини од 27,32 km². Налази се на средњој надморској висини од 50 метара (максималној 38 m, а минималној 0 m).

## Демографија
| 1962. | 1968. | 1975. | 1982. | 1990. | 1999. | 2011. |
| ----- | ----- | ----- | ----- | ----- | ----- | ----- |
| 1.303 | 1.534 | 1.920 | 2.029 | 2.165 | 2.686 | 4.174 |

График промене броја становника у току последњих година